# Marble Hill House

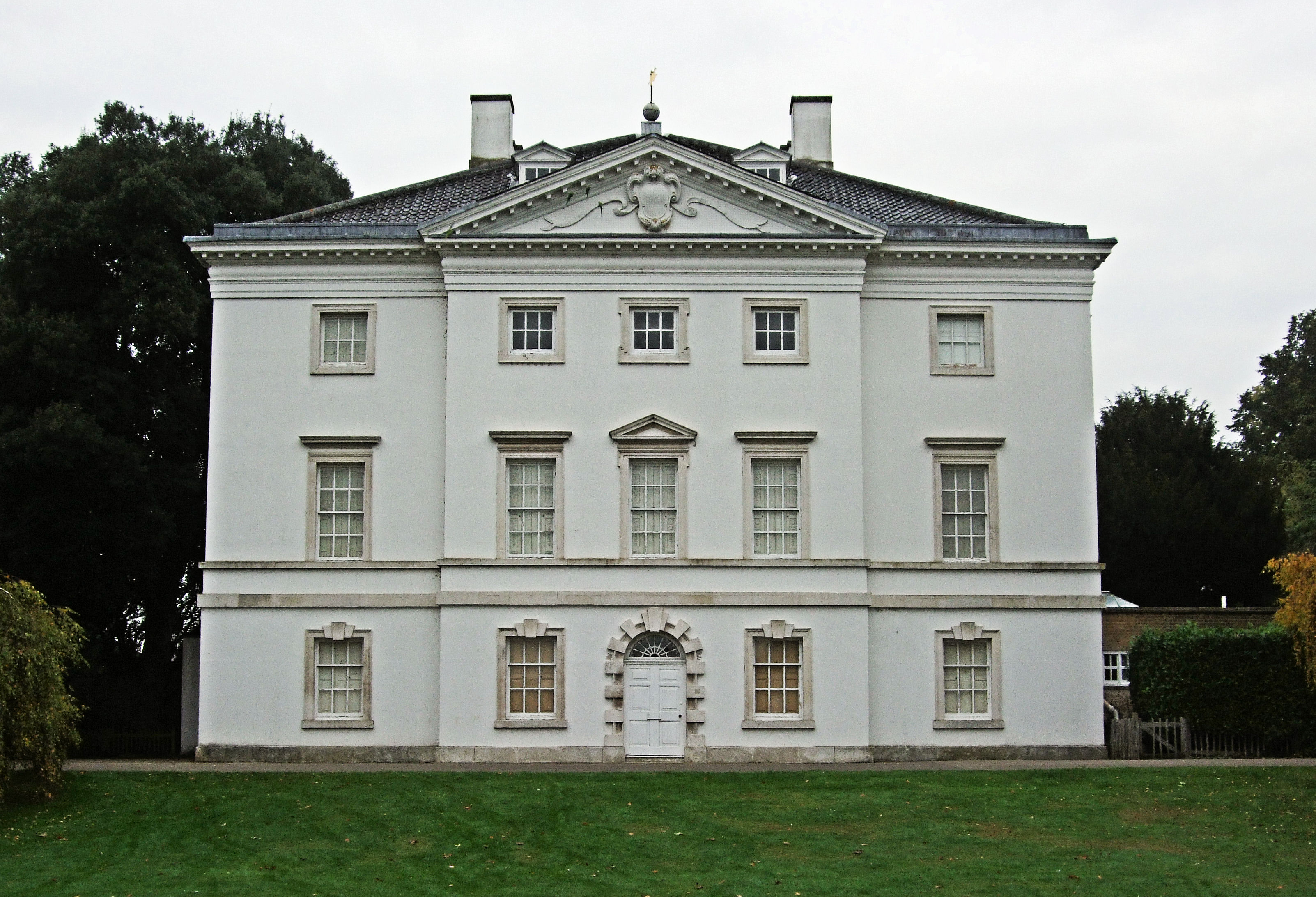
Marble Hill House, Südfassade

Das Marble Hill House liegt südwestlich von London am Ufer der Themse, im Stadtteil Twickenham des Stadtbezirks Richmond upon Thames. Die Villa wurde zwischen 1724 und 1729 für Lady Henrietta Howard (1688–1767), spätere Countess of Suffolk, die Geliebte des britischen Königs George II., im palladianischen Stil erbaut.

## Geschichte

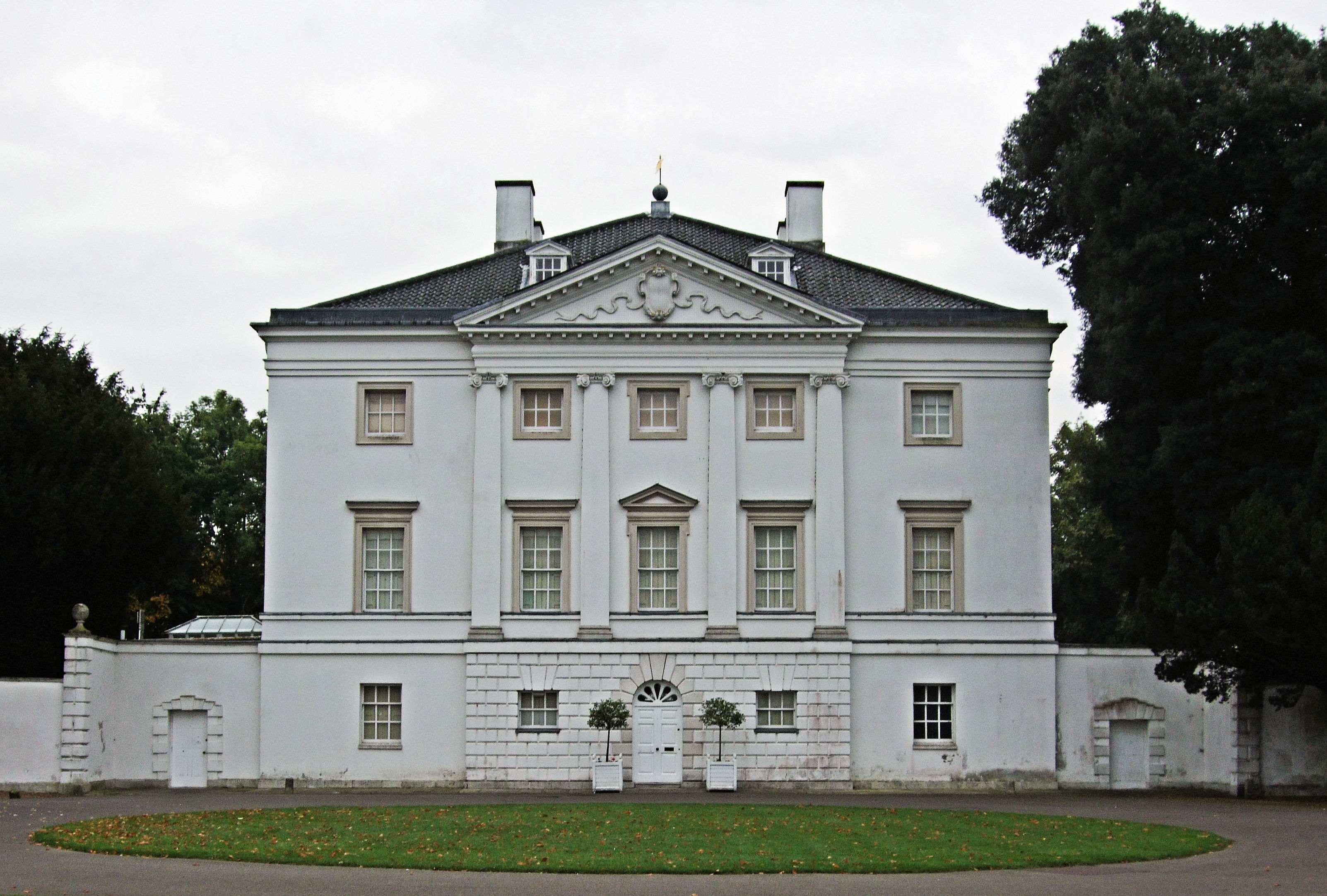
Marble Hill House, Nordfassade

Die Entwürfe für Marble Hill House stammten von Colen Campbell, der sich sowohl an Andrea Palladio – berühmter italienischer Architekt des 16. Jahrhunderts – als auch an seinem englischen Vorgänger Inigo Jones orientierte. Baumeister war Roger Morris. Mit der Anlage der Gärten (2,67 km²) wurden der königliche Hofgärtner Charles Bridgemann und der Dichter Alexander Pope beauftragt. Eine spätere Bewohnerin war Maria Fitzherbert, die heimliche Ehefrau des Prince of Wales und späteren König George IV.
Im 20. Jahrhundert wurde die Villa von English Heritage (Historic Buildings and Monuments Commission for England) sorgfältig restauriert. Mittlerweile haben sich auch Teile der verloren geglaubten ursprünglichen Ausstattung wiedergefunden, darunter Giovanni Paolo Panninis Gemäldezyklus mit Ansichten des antiken Rom (1738), der sich heute wieder an seinem früheren Platz im Great Room befindet. Mit der Hammerton’s Ferry kann das am gegenüberliegenden Flussufer befindliche Ham House erreicht werden.
Das Marble Hill House diente dem Architekten Georg Wenzeslaus von Knobelsdorff im Jahr 1750 als Motiv für sein Lehmannsches Haus am Alten Markt zu Potsdam.